# Palais Modena

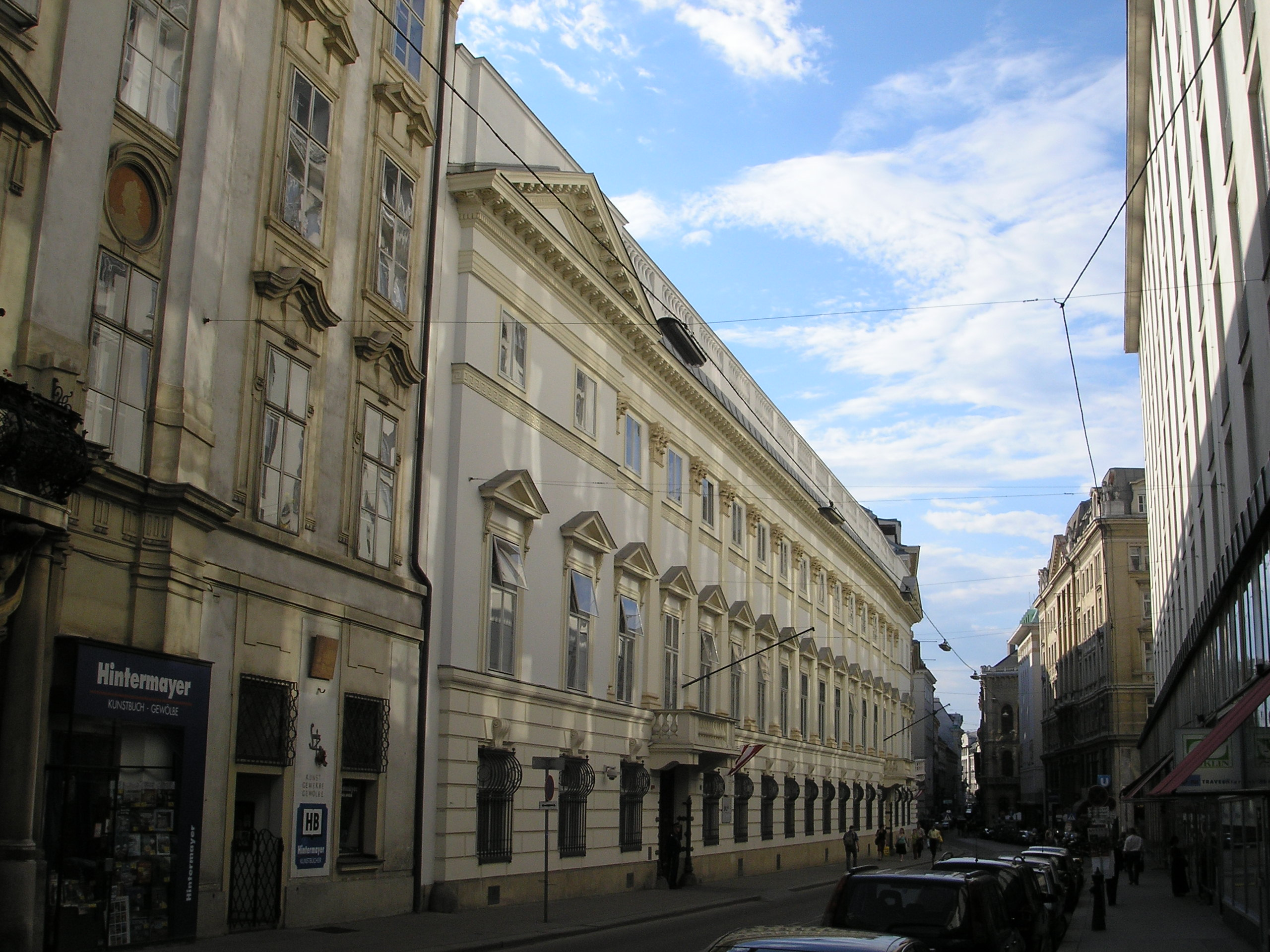
Palais Modena an der Herrengasse

Das Palais Modena ist ein in den Jahren von 1658 bis 1678 fertiggestelltes Palais im 1. Wiener Gemeindebezirk. Es befindet sich in der Herrengasse 7 und war ursprünglich ein Renaissance-Gebäude, das durch bauliche Veränderungen zu einem streng klassizistischen Palais wurde.

## Geschichte

### 16. bis 18. Jahrhundert

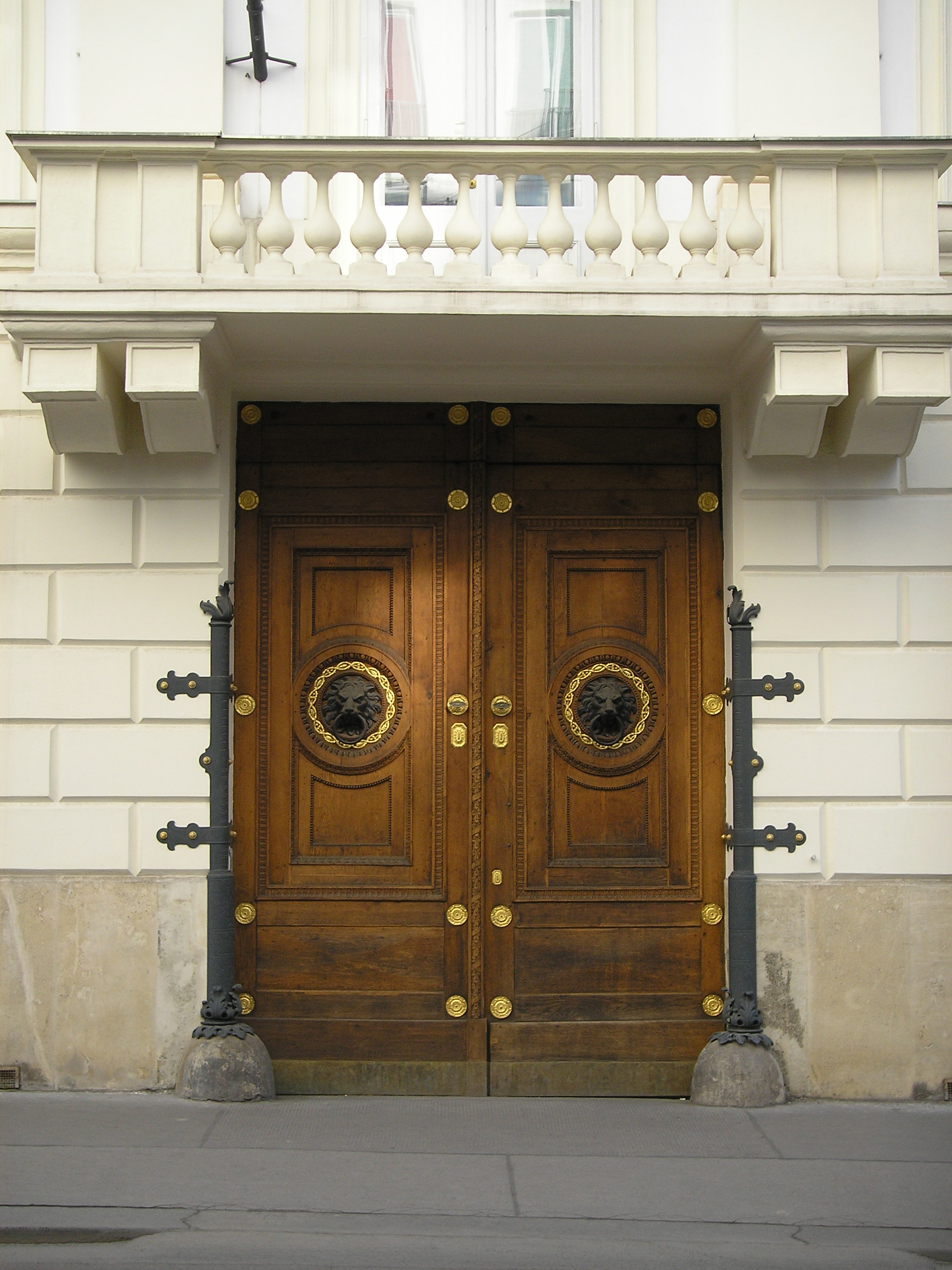
Eines der zwei Eingangstore des Palais Modena

Auf dem Grundstück, auf dem heute das Palais Modena steht, befand sich bis ins 17. Jahrhundert ein Adelshaus. Besitzer dieses Gebäudes waren unter anderem: Ritter Hans von Pellendorf, Pilgrim von Puchheim und Georg von Rottal.
1515 heiratete seine Tochter, Barbara von Rottal, die eigentlich eine verheimlichte uneheliche Tochter Kaiser Maximilians I. war Siegmund von Dietrichstein und das Gebäude gelangte in den Besitz der Familie Dietrichstein. Unter Fürst Ferdinand Joseph von Dietrichstein wurde das Adelshaus und seine Nebengebäude von 1658 bis 1678 zu einem frühbarocken Palais umgebaut. Diesen Umbau leitete der Architekt Dominico Carlone, den Steinmetzauftrag erhielt Meister Pietro Bussi aus Kaisersteinbruch. Die Freskomalereien stammen von Carlo Antonio Bussi, dem Schwiegersohn des am kaiserlichen Hof tätigen Freskomalers Carpoforo Tencalla. 22 Jahre später wurde man auch mit den aufwendig gestalteten Innenräumen fertig.

### Palais Modena
Ferdinand Joseph von Dietrichsteins Nachfolger, Fürst Franz Joseph von Dietrichstein, kümmerte sich nicht um das Palais in der Herrengasse. Es wurde 1811 von der von Napoleon aus Mailand vertriebenen Erzherzogin Maria Beatrix von Este, Tochter und Alleinerbin von Ercole III. d’Este, Herzog von Modena, gekauft, – nun hieß das Haus Modeneser Palast.
Sie ließ den Palast 1814 nach einem Entwurf Alois Pichls im klassizistischen Stil umbauen, da ihre jüngste Tochter, Maria Ludovica, Kaiser Franz I. geheiratet hatte: Der Palast sollte die hohe Stellung der Familie repräsentieren. Beteiligt an den Umbauten war auch Giacomo Quarenghi, der Architekt der Zarin Russlands. Aus dieser Zeit ist besonders die Sala terrena bemerkenswert.
1819 gab Maria Beatrix das Palais an Erzherzog Franz IV. von Modena, den ältesten ihrer vier Söhne, die das Erwachsenenalter erreichten, weiter, der es fast vollständig vermietete. Bis in die 1840er Jahre lebten im Palais unter anderem Gustav Prinz von Wasa und seine Frau Luise Amelie Stephanie von Baden. Dann wurde es im Februar 1842 von Erzherzog Franz IV. an den Staat verkauft. 
Dessen Sohn Erzherzog Franz V. von Modena erbte 1851 von seinem Onkel Ferdinand das Palais Modena in der Beatrixgasse 29, welches nicht mit dem gleichnamigen Palais in der Herrengasse zu verwechseln ist. Es wurde auch als Palais Modena-Este bezeichnet und noch bis 1914 von Herzogin Adelgunde von Modena sowie vom Erzherzog-Thronfolger Franz Ferdinand von Österreich-Este bewohnt. Der Adoptivsohn von Adelgundes Mann, Franz Ferdinand von Österreich-Este, hatte zwar bereits 1877 das Palais Modena geerbt, musste aber im obersten Stock leben, da Adelgunde ihm trotz ihrer Abwesenheit in München bis zu ihrem Lebensende nie die Bel étage überließ, in der sie ein Wohnrecht hatte.

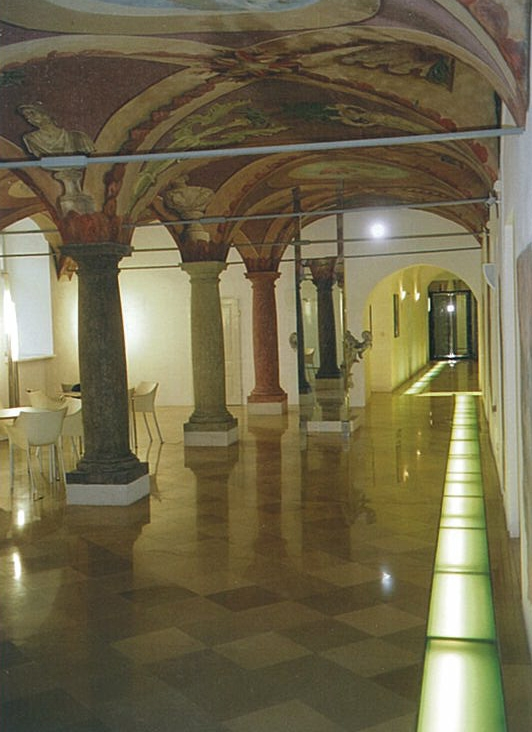
Sala Terrena, Säulen aus Kaiserstein
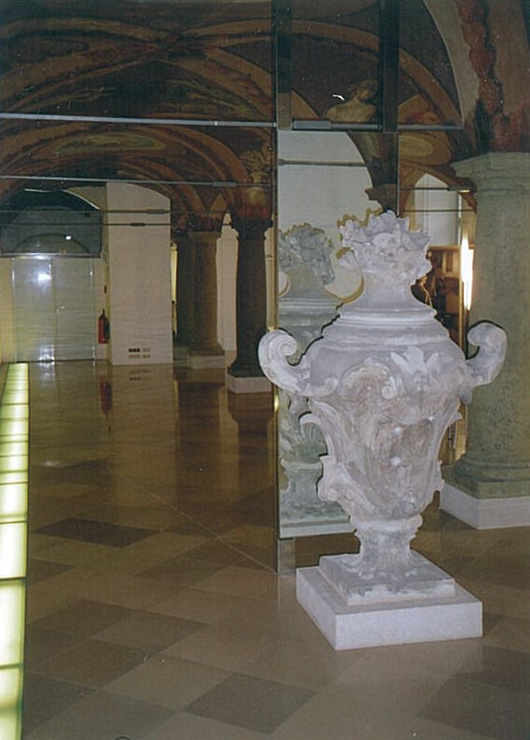
Ziervase aus Eggenburger Stein
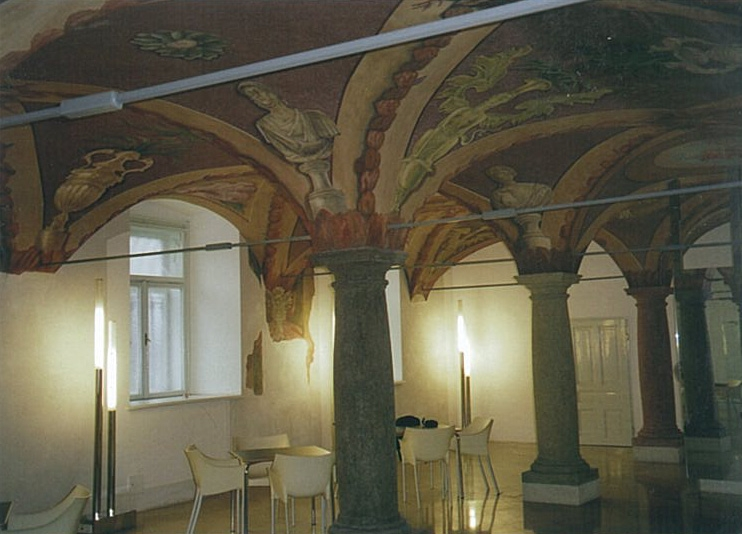
Freskomalereien

### K.k. Ministerratspräsidium und „Wiener Zeitung“

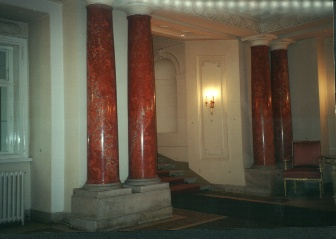
Foyer zur Ministerstiege

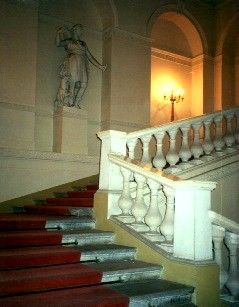
Ministerstiege aus Kaiserstein

Zur Jahreswende 1843 / 1844 wurde im Palais die oberste Polizei- und Zensur-Hofstelle angesiedelt. 1868 war im Staatshandbuch das nach dem Ausgleich mit Ungarn von 1867 neu gegründete Landesverteidigungs- und Sicherheitsministerium mit dem Amtssitz Herrengasse 7 verzeichnet; von 1872 an war hier bis 1918 das k.k. Ministerratspräsidium, das Büro des k.k. Ministerpräsidenten, untergebracht, zeitweise auch seine Wohnung. Letzter k.k. Ministerpräsident war bis 11. November 1918 Heinrich Lammasch.
Auch die Chefredaktion der amtlichen Wiener Zeitung war 1869–1894 hier ansässig, im hinteren Trakt befanden sich die Druckerei und das k.k. Telegraphen-Korrespondenzbüro.

### Republik
Karl Renner, seit 30. Oktober 1918 Staatskanzler des neuen Staates Deutschösterreich, amtierte vorerst im Parlament und bezog nach dem Ende der Monarchie (11./12. November 1918) hier bis 1920 seinen Amtssitz (siehe: Staatsregierung Renner I usw.). Von 1918 an waren auch die am 15. März 1919 zusammengelegten Staatsämter des Inneren und für Unterricht, vom 10. November 1920 an Bundesministerium für Inneres und Unterricht, hier angesiedelt.
1923, als Bundeskanzler Ignaz Seipel aus dem Palais ins heutige Bundeskanzleramt übersiedelte, richtete sich das Unterrichts- und das Innenministerium (seinerzeit Teil des Bundeskanzleramts für  Angelegenheiten des Sicherheitswesens und der inneren Verwaltung) gänzlich im Palais Modena ein. In den Jahren von 1938 bis 1945 wurde es als Hauptquartier der Reichs-Polizeiverwaltung genutzt. Im Zweiten Weltkrieg wurde 1944 ein Teil des Gebäudes zerstört, 1950 aber wieder aufgebaut. Seither ist es neuerlich Sitz des Innenministeriums. Da man die Nutzfläche vergrößern wollte, wurde das Palais in den Jahren von 1955 bis 1973 aufgestockt und das Dachgeschoß wurde ausgebaut.
Im Zuge der letzten Restaurierung im Jahr 2004 wurde die Kapelle neu errichtet und die ehemalige Sala terrena freigelegt.

## Architektur
Das dreistöckige, streng klassizistische Palais besitzt zwei riesige Eingangstore und 18 Fensterachsen. Die zwei Portale werden durch zwei Balkone gekrönt. Die horizontale Gliederung erfolgt durch das Gesims und die Dreiecksgiebel der Beletage. Das Vestibül wird durch die Fest- oder Ministerstiege mit dem ersten Stock verbunden. Die Stufen der Feststiege wurden aus Kaiserstein gefertigt.
Das Thema der Malereien und der bildhauerischen Gestaltung stellt die Götterwelt des antiken Griechenlands und Roms dar. Statuen von den Göttern Athene, Diana und Ceres verschönern das Treppenhaus.
Qualitativ hohe Architektur weist der Zentralraum, der als Verbindung der Repräsentationsräume dient, auf. Die sogenannten Lünetten stellen antike Götter in unterschiedlichen Aktionen dar und sind mit kleinen Reliefs verziert. Viel Wert wurde auf den Schmuck der Festsäle und des Goldkabinetts gelegt. Nicht nur diese, sondern auch andere Räume, sind mit Deckenmalerei und Ornamenten verschönert.

## Kapelle zum Heiligen Kreuz und zum seligen Jakob Kern
Die erst vor wenigen Jahren wiederhergestellte Kapelle befindet sich am Ende des rechten Hoftraktes.
Ab wann die alte Hauskapelle nicht mehr in Benutzung war, ist unbekannt, der Raum diente letztendlich nur mehr als Abstellkammer. 2001/02 wurde sie mit Spendengeldern restauriert. Geweiht ist sie dem Heiligen Kreuz und dem „Sühnepriester“ Pater Jakob Franz Alexander Kern. Sie wird gelegentlich für Messen verwendet.
Das Altarkreuz stammt von Arnulf Rainer.